# Valla folkhögskola

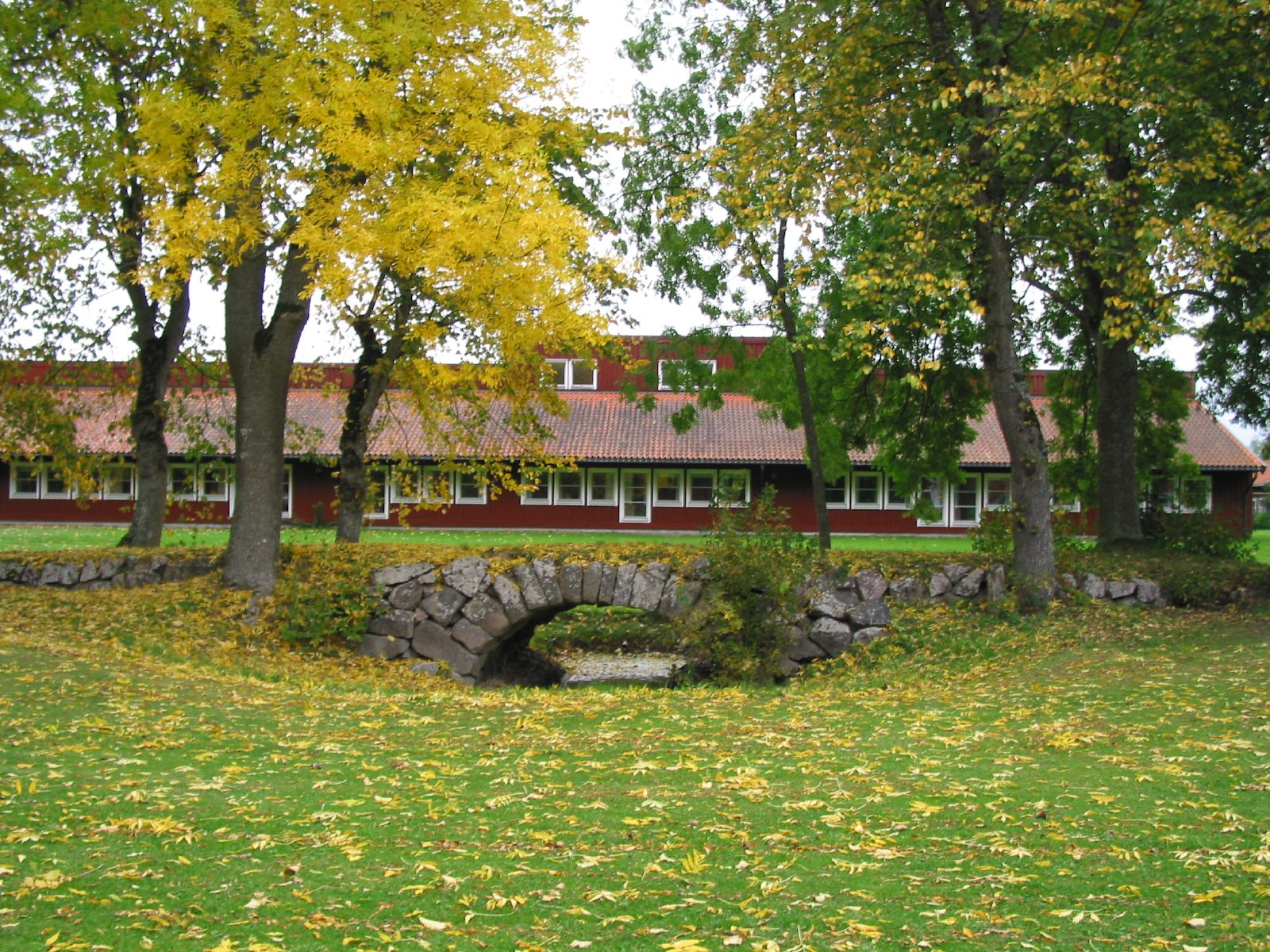
Valla folkhögskola

Valla folkhögskola i Linköping är en folkhögskola med internat för 40 elever och med Studiefrämjandet och Sveriges 4H som huvudmän. Bland de utbildningar som ges märks allmän kurs för grundskole- och gymnasiekompetens, fritidsledarutbildning och speldesignutbildningen Valla Game Education.  Valla folkhögskola grundades 1960 och är belägen på Valla gård (se Henric Westman), mellan Valla fritidsområde och Linköpings universitet (Campus Valla) i Linköpings västra utkant.
,